# Rio Dois Irmãos
Der Rio Dois Irmãos ist ein etwa 19 km langer rechter Nebenfluss des Rio Chopim im Süden des brasilianischen Bundesstaats Paraná.

## Etymologie
Rio Dois Irmãos bedeutet auf Deutsch Zweibrüderfluss.

## Geografie

### Lage
Das Einzugsgebiet des Rio Dois Irmãos befindet sich auf dem Terceiro Planalto Paranaense (Dritte oder Guarapuava-Hochebene von Paraná).

### Verlauf
Sein Quellgebiet liegt im Munizip São João auf 597 m Meereshöhe Es liegt etwa 3 km nordwestlich des Distrikts Dois Irmãos und 10 km westlich des Hauptorts.
Der Fluss verläuft auf seinen ersten 4 km in südöstlicher Richtung, bis er sich bei der Siedlung Dois Irmãos nach Südwesten wendet und bis zu seiner Mündung vier große und mehrere kleine Schleifen bildet. Er mündet auf 440 m Höhe von rechts in den Rio Chopim. Er ist etwa 19 km lang.

### Munizipien im Einzugsgebiet
Der Rio Dois Irmãos verläuft vollständig innerhalb des Munizips São João.